# Ustawa gwarancyjna
Ustawa gwarancyjna (wł. La legge delle guarentigie) – akt prawny wydany przez króla Włoch Wiktora Emanuela II po zajęciu Państwa Kościelnego przez wojska włoskie 20 września 1870 roku.
Ustawa nadawała papieżowi godność i przywileje równe głowie państwa, w tym przyjmowanie i ustanawianie ambasadorów o pełnym immunitecie dyplomatycznym oraz przyznawała mu dotację w wysokości 3 225 000 lirów rocznie i wolne od podatków korzystanie z budynków Watykanu, Lateranu i z Villi Castel-Gandolfo.
Dokument i zawarte w nim prawa został odrzucony przez papieża Piusa IX, który był wrogi włoskiemu ruchowi narodowemu oraz kwestionował prawo Włoch do sprawowania suwerennej władzy nad Rzymem i jego okolicami. W efekcie nieosiągnięcia porozumienia papież uznał się za więźnia Watykanu, politykę tę kontynuowali także jego następcy. Ta tzw. kwestia rzymska została rozwiązana dwustronnym traktatem papiesko-włoskim z 11 lutego 1929, określanym jako traktaty laterańskie.